# Juan Duarte
Juan Duarte, vollständiger Name Juan Manuel Duarte Genta, (* 15. November 1994 in Montevideo) ist ein uruguayischer Fußballspieler.

## Karriere
Der 1,76 Meter große Mittelfeldakteur Duarte rückte zur Apertura 2014 aus der Jugendmannschaft in den Kader des Erstligisten Montevideo Wanderers auf. Dort debütierte er unter Trainer Alfredo Arias am 22. November 2014 beim 1:1-Unentschieden gegen Defensor Sporting in der Primera División, als er in der 88. Spielminute für Gastón Rodríguez eingewechselt wurde. Insgesamt lief er in der Saison 2014/15 einmal (kein Tor) in der höchsten uruguayischen Spielklasse auf. In der Spielzeit 2015/16 kam er nicht zum Einsatz. Anfang August 2016 wurde er an den Erstligaabsteiger Club Atlético Rentistas ausgeliehen.